# Lyngsjö (Ullareds socken, Halland)
Lyngsjö är en sjö i Falkenbergs kommun i Halland och ingår i Ätrans huvudavrinningsområde.